# Pierrefitte (Creuse)
Pour les articles homonymes, voir Pierrefitte.
Pierrefitte est une commune française située dans le département de la Creuse, en région Nouvelle-Aquitaine.

## Géographie

### Généralités

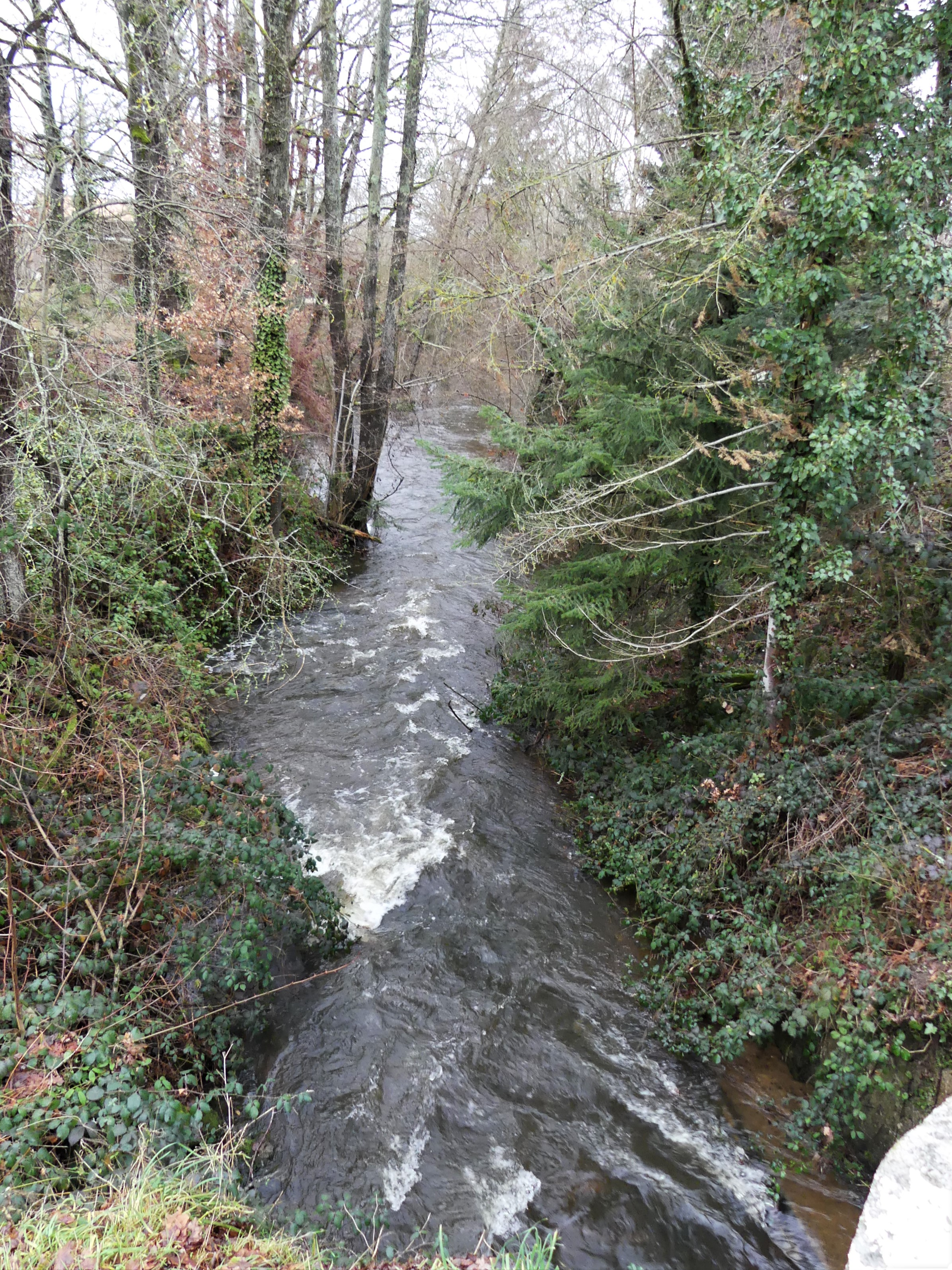
Le ruisseau de l'Étang Pinaud au pont de la RD55.

Dans le centre de la France, plus précisément dans le quart nord-est du département de la Creuse, la commune de Pierrefitte s'étend sur 6,40 km2. Le territoire communal est traversé du sud-est au nord sur cinq kilomètres par la Voueize et au sud par son affluent le ruisseau de l'Étang Pinaud, au sortir de l'importante retenue de l'étang de Pinaud.
L'altitude minimale avec 380 mètres se trouve localisée à l'extrême nord, là où la Voueize quitte le territoire communal et entre sur celui de Gouzon. L'altitude maximale avec 421 ou 422 mètres,  est située un kilomètre au sud-est du bourg, en limite de la commune de Saint-Julien-le-Châtel.
À proximité de la route départementale (RD) 65, le bourg de Pierrefitte est situé, en distances orthodromiques, vingt-deux kilomètres au nord d'Aubusson, la sous-préfecture.
Le territoire communal est également desservi par les RD 40 et 55.

### Communes limitrophes

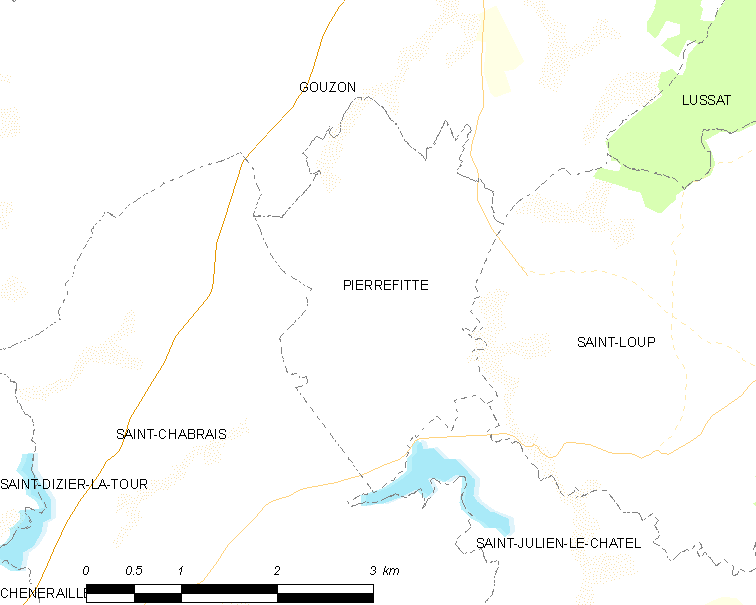
Carte de Pierrefitte et des communes avoisinantes.

Pierrefitte est limitrophe de quatre autres communes.
|                | Gouzon                 |            |
| Saint-Chabrais | Pierrefitte            | Saint-Loup |
|                | Saint-Julien-le-Châtel |            |

### Climat
Pour des articles plus généraux, voir Climat de la Nouvelle-Aquitaine et Climat de la Creuse.
Historiquement, la commune est exposée à un climat montagnard.  
En 2020, Météo-France publie une typologie des climats de la France métropolitaine dans laquelle la commune est exposée à un climat de montagne et est dans la région climatique  Ouest et nord-ouest du Massif Central, caractérisée par une pluviométrie annuelle de 900 à 1 500 mm, maximale en automne et en hiver.
Pour la période 1971-2000, la température annuelle moyenne est de 10,5 °C, avec une amplitude thermique annuelle de 15,1 °C. Le cumul annuel moyen de précipitations est de 875 mm, avec 11,5 jours de précipitations en janvier et 7,4 jours en juillet. Pour la période 1991-2020, la température moyenne annuelle observée sur la station météorologique la plus proche, située sur la commune de Lupersat à 20,29 km à vol d'oiseau, est de 10,8 °C et le cumul annuel moyen de précipitations est de 934,9 mm,. Pour l'avenir, les paramètres climatiques de la commune estimés pour 2050 selon différents scénarios d'émission de gaz à effet de serre sont consultables sur un site dédié publié par Météo-France en novembre 2022.

### Milieux naturels et biodiversité

#### Espaces protégés
La protection réglementaire est le mode d’intervention le plus fort pour préserver des espaces naturels remarquables et leur biodiversité associée.
Aucune aire protégée ne concerne le territoire communal.

#### Réseau Natura 2000
Le réseau Natura 2000 est un réseau écologique européen de sites naturels d'intérêt écologique élaboré à partir des directives habitats et oiseaux, constitué de zones spéciales de conservation (ZSC) et de zones de protection spéciale (ZPS).
Aucun site Natura 2000 n'a été défini sur la commune.

#### Zones naturelles d'intérêt écologique, faunistique et floristique

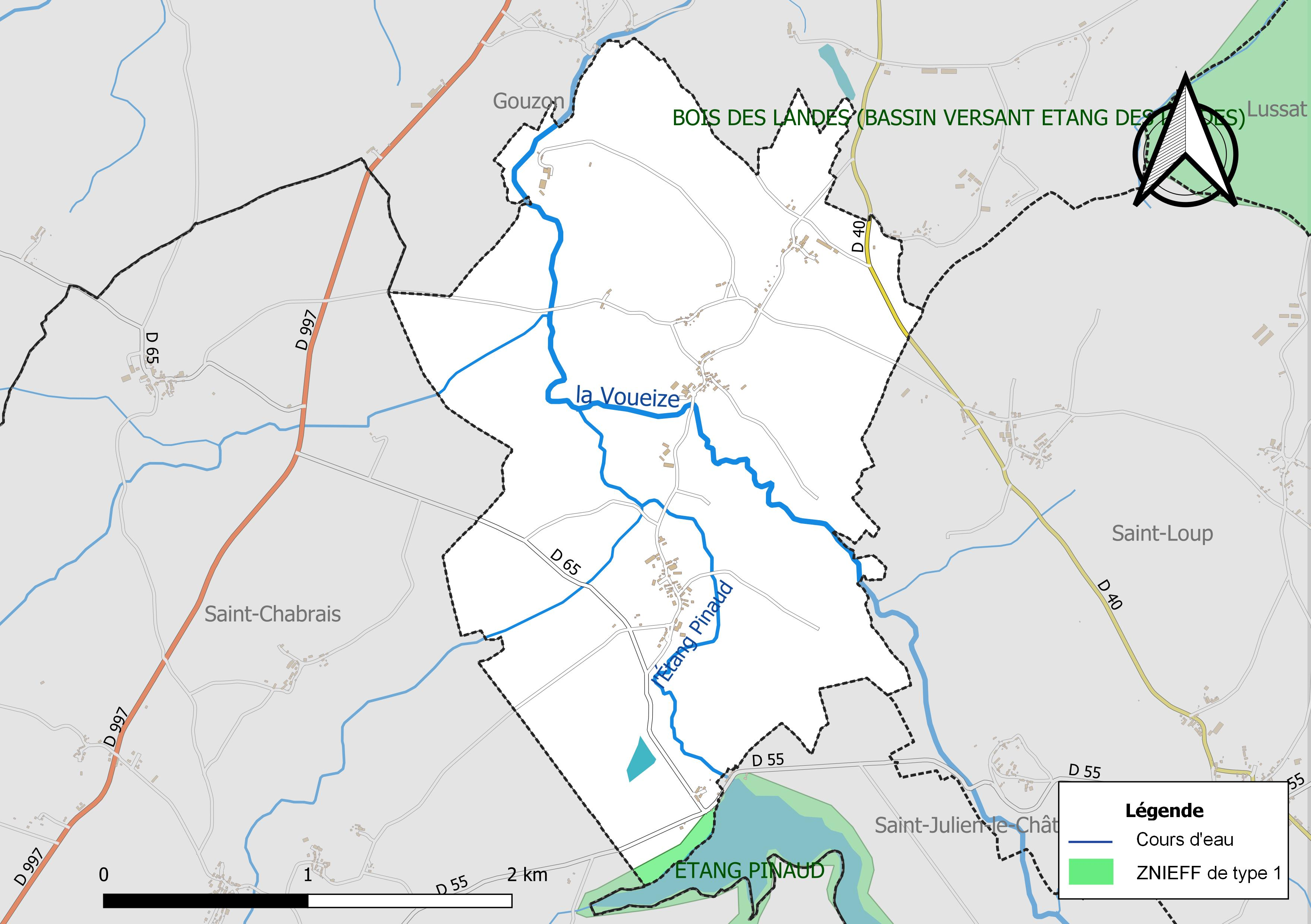
Carte de la ZNIEFF de type 1 sur Saint-Chabrais (en vert au nord-ouest de l'étang de Pinaud).

L'inventaire des zones naturelles d'intérêt écologique, faunistique et floristique (ZNIEFF) a pour objectif de réaliser une couverture des zones les plus intéressantes sur le plan écologique, essentiellement dans la perspective d’améliorer la connaissance du patrimoine naturel national et de fournir aux différents décideurs un outil d’aide à la prise en compte de l’environnement dans l’aménagement du territoire.
En 2022, une ZNIEFF est recensée sur la commune d’après l'INPN.
Le site « Étang Pinaud » est une zone naturelle d'intérêt écologique, faunistique et floristique (ZNIEFF) de type 1 située principalement dans le nord-ouest du territoire de Saint-Julien-le-Châtel, et très partiellement sur ceux de Pierrefitte (trois hectares et demi en rive nord-ouest) et Saint-Chabrais (douze hectares principalement sur les rives ouest et sud) ; il englobe l'étang de Pinaud proprement dit dans son intégralité et ses rives, ainsi que la vallée du ruisseau de Rebeyrette, sur les 600 mètres en amont de l’étang,.
Bien que limitée à une superficie de moins d'un kilomètre carré, cette ZNIEFF présente une diversité biologique importante avec 63 espèces animales recensées (une libellule et 62 oiseaux), dont douze espèces déterminantes d'oiseaux, ainsi que 74 espèces végétales dont une déterminante.

## Urbanisme

### Typologie
Au 1er janvier 2024, Pierrefitte est catégorisée commune rurale à habitat très dispersé, selon la nouvelle grille communale de densité à 7 niveaux définie par l'Insee en 2022.
Elle est située hors unité urbaine et hors attraction des villes,.

### Occupation des sols
L'occupation des sols de la commune, telle qu'elle ressort de la base de données européenne d’occupation biophysique des sols Corine Land Cover (CLC), est marquée par l'importance des territoires agricoles (100 % en 2018), une proportion identique à celle de 1990 (100 %). La répartition détaillée en 2018 est la suivante : 
prairies (62,9 %), zones agricoles hétérogènes (37,1 %). L'évolution de l’occupation des sols de la commune et de ses infrastructures peut être observée sur les différentes représentations cartographiques du territoire : la carte de Cassini (XVIIIe siècle), la carte d'état-major (1820-1866) et les cartes ou photos aériennes de l'IGN pour la période actuelle (1950 à aujourd'hui).

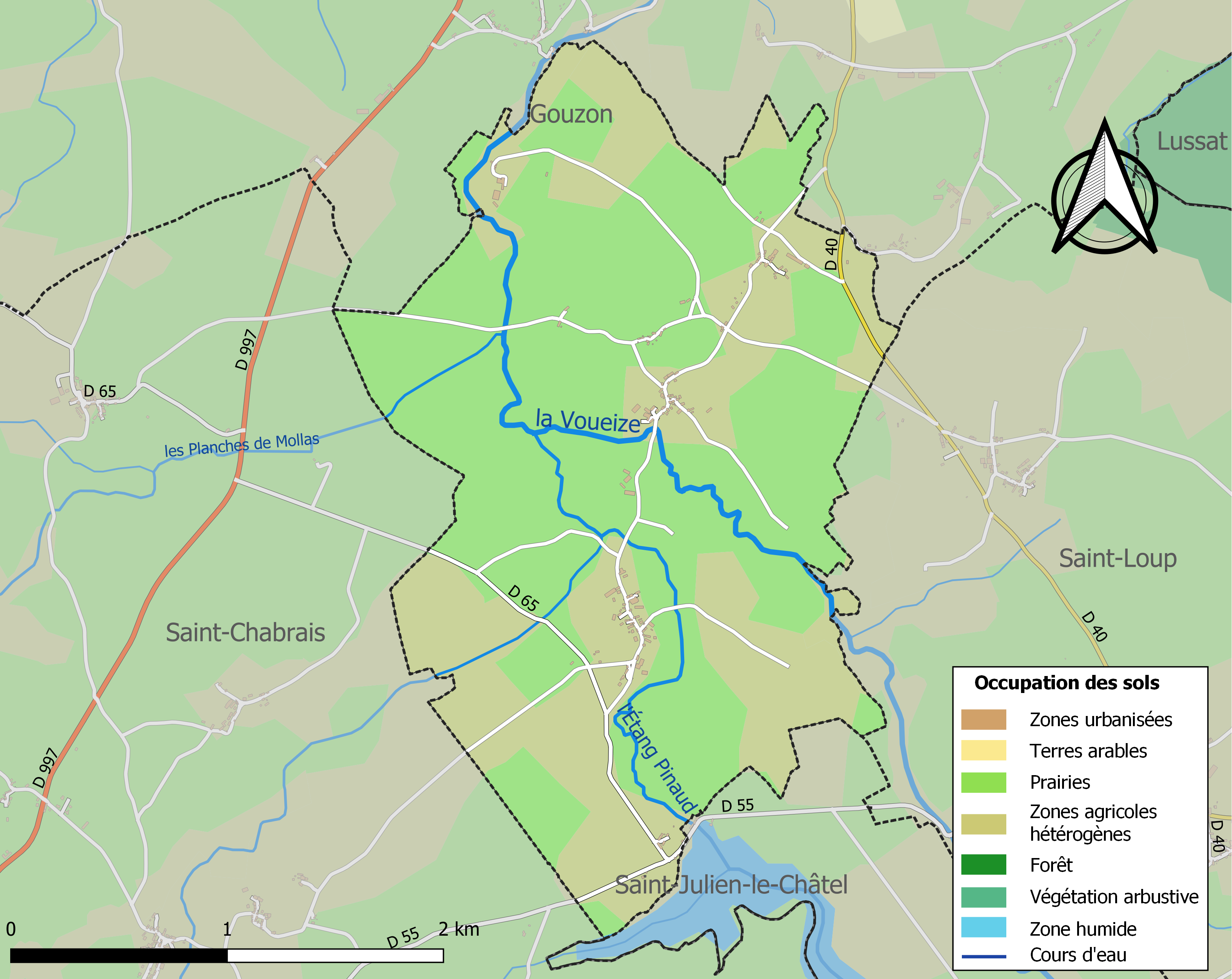
Carte des infrastructures et de l'occupation des sols de la commune en 2018 (CLC).

### Risques majeurs
Le territoire de la commune de Pierrefitte est vulnérable à différents aléas naturels : météorologiques (tempête, orage, neige, grand froid, canicule ou sécheresse) et séisme (sismicité faible). Il est également exposé à un risque particulier : le risque de radon. Un site publié par le BRGM permet d'évaluer simplement et rapidement les risques d'un bien localisé soit par son adresse soit par le numéro de sa parcelle.

#### Risques naturels

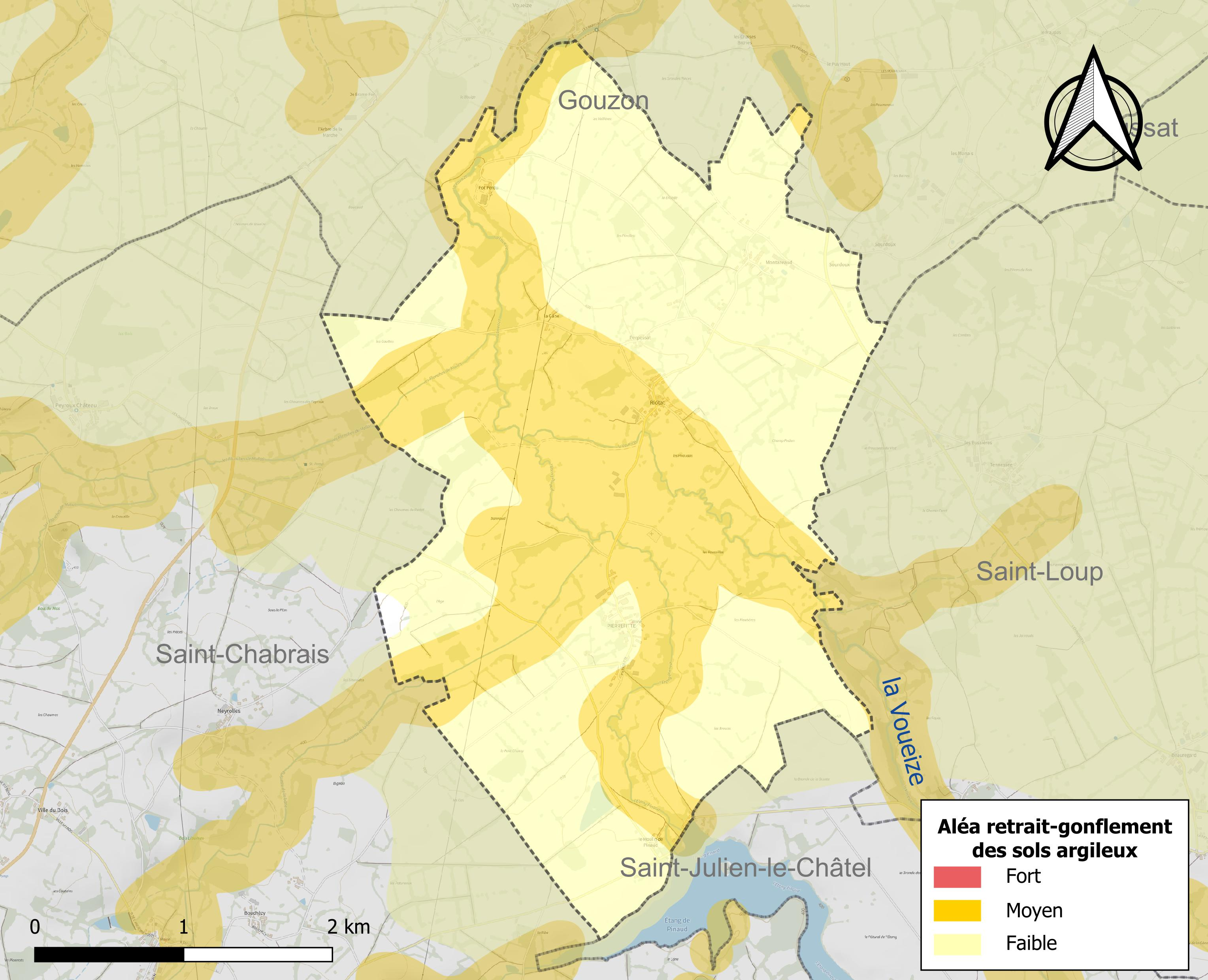
Carte des zones d'aléa retrait-gonflement des sols argileux de Pierrefitte.

Le retrait-gonflement des sols argileux est susceptible d'engendrer des dommages importants aux bâtiments en cas d’alternance de périodes de sécheresse et de pluie. 43,2 % de la superficie communale est en aléa moyen ou fort (33,6 % au niveau départemental et 48,5 % au niveau national). Sur les 61 bâtiments dénombrés sur la commune en 2019,  24 sont en aléa moyen ou fort, soit 39 %, à comparer aux 25 % au niveau départemental et 54 % au niveau national. Une cartographie de l'exposition du territoire national au retrait gonflement des sols argileux est disponible sur le site du BRGM,.
Par ailleurs, afin de mieux appréhender le risque d’affaissement de terrain, l'inventaire national des cavités souterraines permet de localiser celles situées sur la commune.
La commune a été reconnue en état de catastrophe naturelle au titre des dommages causés par les inondations et coulées de boue survenues en 1982 et 1999. Concernant les mouvements de terrains, la commune a été reconnue en état de catastrophe naturelle au titre des dommages causés par des mouvements de terrain en 1999.

#### Risque particulier
Dans plusieurs parties du territoire national, le radon, accumulé dans certains logements ou autres locaux, peut constituer une source significative d’exposition de la population aux rayonnements ionisants. Certaines communes du département sont concernées par le risque radon à un niveau plus ou moins élevé. Selon la classification de 2018, la commune de Pierrefitte est classée en zone 3, à savoir zone à potentiel radon significatif.

## Toponymie
Pierrefitte est issu du latin petra ficta, « pierre fichée, plantée ». Ce toponyme peut être l'évocation d'une borne milliaire.

## Politique et administration
| Période                                  | Période  | Identité             | Étiquette | Qualité   |
| ---------------------------------------- | -------- | -------------------- | --------- | --------- |
| mars 2001                                | 2008     | Jean-Pierre Joly     | ...       | ...       |
| mars 2008                                | En cours | Marie Hélène Chardin | SE        | Retraitée |
| Les données manquantes sont à compléter. |          |                      |           |           |

## Démographie
L'évolution du nombre d'habitants est connue à travers les recensements de la population effectués dans la commune depuis 1793. Pour les communes de moins de 10 000 habitants, une enquête de recensement portant sur toute la population est réalisée tous les cinq ans, les populations de référence des années intermédiaires étant quant à elles estimées par interpolation ou extrapolation. Pour la commune, le premier recensement exhaustif entrant dans le cadre du nouveau dispositif a été réalisé en 2008.

En 2022, la commune comptait 68 habitants, en évolution de −2,86 % par rapport à 2016 (Creuse : −3,32 %, France hors Mayotte : +2,11 %).
| 1793 | 1800 | 1806 | 1821 | 1831 | 1836 | 1841 | 1846 | 1851 |
| ---- | ---- | ---- | ---- | ---- | ---- | ---- | ---- | ---- |
| 199  | 240  | 246  | 292  | 311  | 306  | 277  | 299  | 296  |

| 1856 | 1861 | 1866 | 1872 | 1876 | 1881 | 1886 | 1891 | 1896 |
| ---- | ---- | ---- | ---- | ---- | ---- | ---- | ---- | ---- |
| 297  | 258  | 266  | 268  | 273  | 257  | 259  | 244  | 248  |

| 1901 | 1906 | 1911 | 1921 | 1926 | 1931 | 1936 | 1946 | 1954 |
| ---- | ---- | ---- | ---- | ---- | ---- | ---- | ---- | ---- |
| 272  | 260  | 246  | 206  | 191  | 181  | 169  | 194  | 181  |

| 1962 | 1968 | 1975 | 1982 | 1990 | 1999 | 2006 | 2008 | 2013 |
| ---- | ---- | ---- | ---- | ---- | ---- | ---- | ---- | ---- |
| 163  | 147  | 119  | 86   | 85   | 95   | 83   | 79   | 70   |

| 2018 | 2022 | - | - | - | - | - | - | - |
| ---- | ---- | - | - | - | - | - | - | - |
| 71   | 68   | - | - | - | - | - | - | - |

## Culture locale et patrimoine

### Lieux et monuments
- Église Saint-Martin-de-Tours de Pierrefitte

### Héraldique
| Blason de Pierrefitte | Blason  | De gueules à l'épée haute d'or, chapé d'argent chargé de deux mouchetures d'hermine de sable en chef. |
| Blason de Pierrefitte | Détails | Le statut officiel du blason reste à déterminer.                                                      |